# RBMK

Schema van een RBMK-reactor

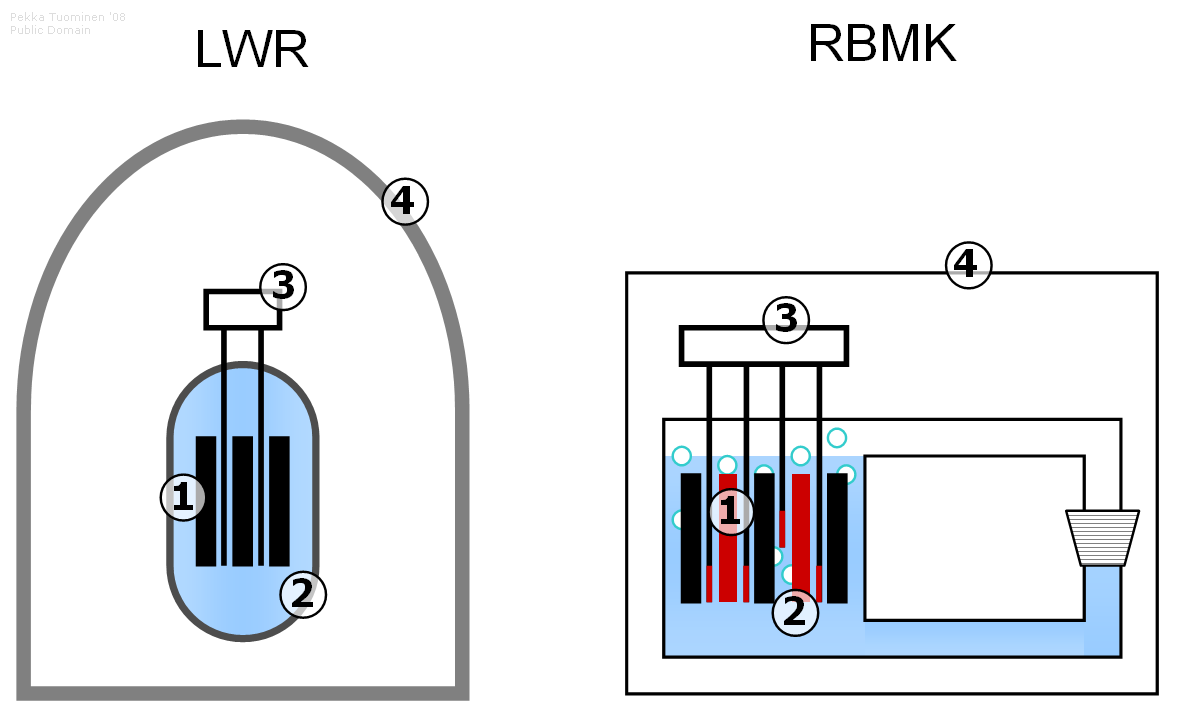
Vergelijking tussen een RBMK-reactor en een lichtwaterreactor

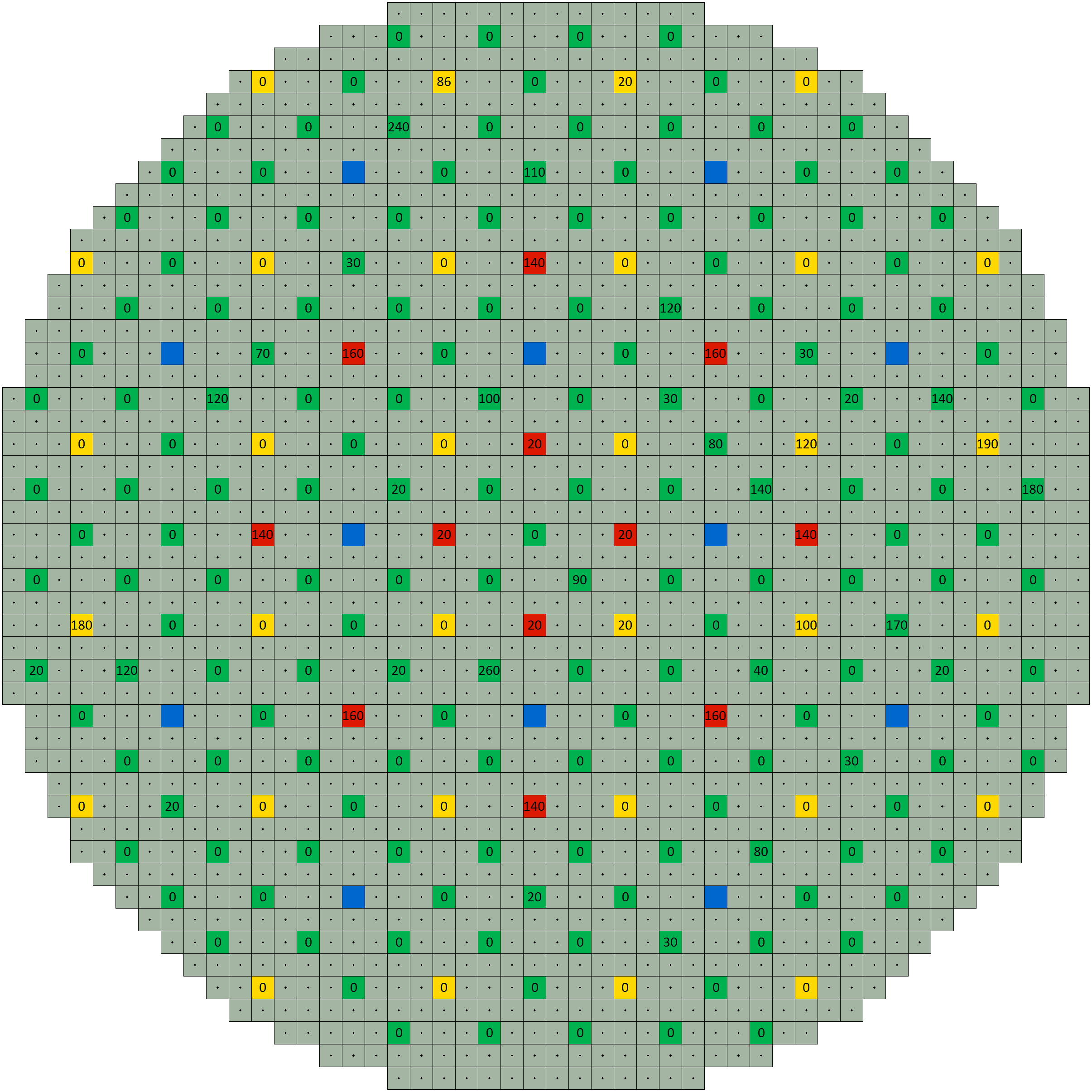
De kern van de RBMK-reactor Tsjernobyl-4 op het fatale moment op 26 april 1986

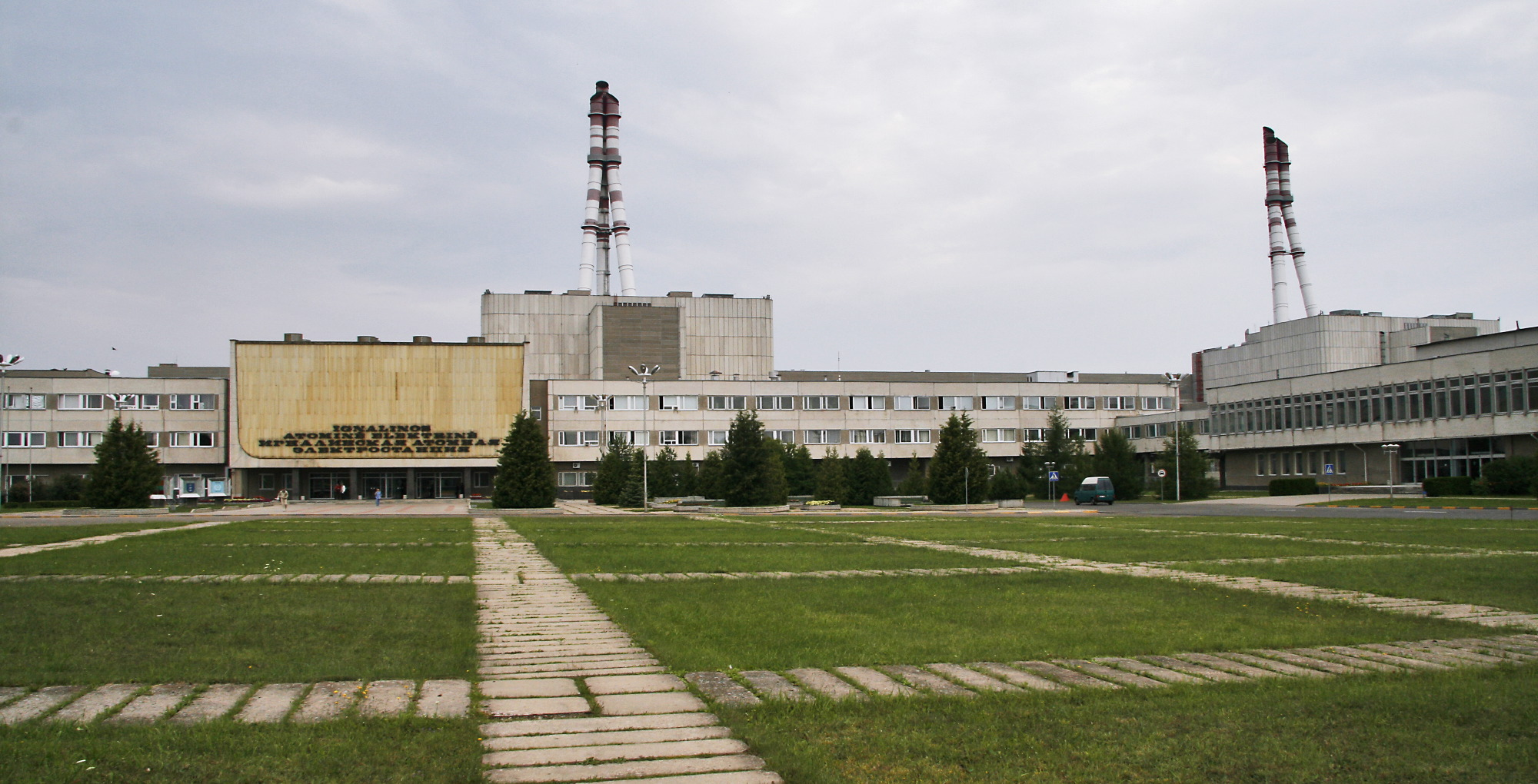
De kerncentrale Ignalina in Litouwen, de sluiting in 2004 en 2009 was een voorwaarde om toe te treden tot de Europese Unie

Een RBMK-reactor is een bepaald type kernreactor: een met licht water  gekoelde en met grafiet gemodereerde reactor. De afkorting RBMK staat voor het Russische Реактор Большой Мощности Канальный (Reaktor Bolsjoj Mosjtsjnosty Kanalny), wat zoveel betekent als "reactor van groot vermogen met kanalen". Dit soort reactoren bevinden zich uitsluitend op het grondgebied van de voormalige Sovjet-Unie. De werking van deze reactor is zoals die van alle kernreactoren gebaseerd op kernsplijting.
De bekendste RBMK-reactor is reactorblok nummer vier van de kerncentrale Tsjernobyl. Deze reactor was van het type RBMK-1000. Het getal 1000 staat voor het hoogst haalbare elektrische vermogen van de reactor in megawatt (MW). Het thermische vermogen van de reactor is drie keer zo groot. De eerste RBMK-reactoren die gebouwd werden, staan in de kerncentrale Leningrad te Sosnovy Bor. De grootste reactoren van deze soort, de RBMK-1500, bevonden zich in de Litouwse kerncentrale Ignalina en zijn inmiddels stilgelegd.

## Het reactorontwerp
Het reactorontwerp bestaat uit twee koelmiddelkringlopen. Iedere kringloop verbruikt extreem veel koelmiddel (daarom worden kerncentrales met RBMK-reactors ook alleen maar gebouwd bij grote waterreservoirs, zoals meren en zeeën) en voert de warmte af van één helft van de reactor. De ongeveer 1660 brandstofstaven bevinden zich ieder in een eigen drukpijp en niet in een groot drukvat, zoals bij andere kernreactors gebruikelijk is. In ieder brandstofkanaal wordt water in waterdamp omgezet. Hiermee worden in een directe kringloop de turbines aangedreven, die vervolgens weer een generator aandrijven, waardoor er stroom opgewekt wordt. Ieder drukkanaal wordt met een meetpunt bewaakt; de totale reactor komt daardoor zelfs op ervaren operators heel onoverzichtelijk over.
De kettingreactie wordt met een massief grafietblok gemodereerd, met andere woorden: de prompte neutronen met splijtingsenergieën die variëren van 0,7 tot 2 MeV en meer,  worden afgeremd tot op thermische energieniveaus (grootteorde van 0,02 eV), zodat ze weer nieuwe kernen kunnen splijten. Deze moderatie gebeurt omdat de kans (werkzame doorsnede) voor splijting op thermische energiegroottes vele groter is dan op fissie-energieën. Om de kettingreactie te regelen zijn bovendien nog regelstaven nodig. Door de hoogte van de controlestaven te regelen, verandert men de absorptieterm in de reactor, aangezien de controlestaven opgebouwd zijn uit sterk neutron absorberende materialen zoals Cadmium, Zilver, Indium. Wanneer de controlestaven zich onder de kritische hoogte bevinden, zal de reactiviteit van de reactor subkritisch zijn, en zullen de reacties uitdovend zijn. De ontwerpfout in RBMK reactoren zit hem in de positieve dampbelcoëfficient, die een extreem geval is van moderatortemperatuurseffecten. Omtrent veiligheid is het een vereiste om te werken met reactoren die beschikken over negatieve snelle reactiviteitseffecten met andere woorden, de temperatuur -en voideffecten.

### Technische informatie
| Technische informatie     | RBMK-1000       | RBMK-1500       | RBMKP-2400                       |
| ------------------------- | --------------- | --------------- | -------------------------------- |
| Thermisch vermogen        | 3200 MWth       | 4800 MWth       | 6500 MWth                        |
| Elektrisch vermogen       | 1000 MW         | 1500 MW         | 2400 MW                          |
| Koelmiddeldruk            | 6,9 tot 6,2 MPa | 7,5 tot 7,0 MPa | -                                |
| Koelmiddeldebiet          | 48.000 t/h      | -               | 39.300 t/h                       |
| Koelmiddeltemperatuur     | 284 °C          | 177 tot 190 °C  | -                                |
| Stoomproductiecapaciteit  | 5.600 t/h       | -               | 8.580 t/h                        |
| Brandstofverrijking       | 2,0 % tot 2,4 % | 2,0 %           | 1,8 % tot 2,3 %                  |
| Aantal brandstofelementen | 1.550 tot 1.580 | -               | -                                |
| Aantal drukpijpen         | 1661 tot 1693   | 1661            | 1920 (960 voor de oververhitter) |
| Aantal regelstaven        | 191 tot 211     | 235             | -                                |
| Hoogte van de reactor     | 7 meter         | 7 meter         | 7 meter                          |
| Diameter van de reactor   | 11,8 meter      | 11,8 meter      | 7,5x27 meter                     |

## Sterke punten

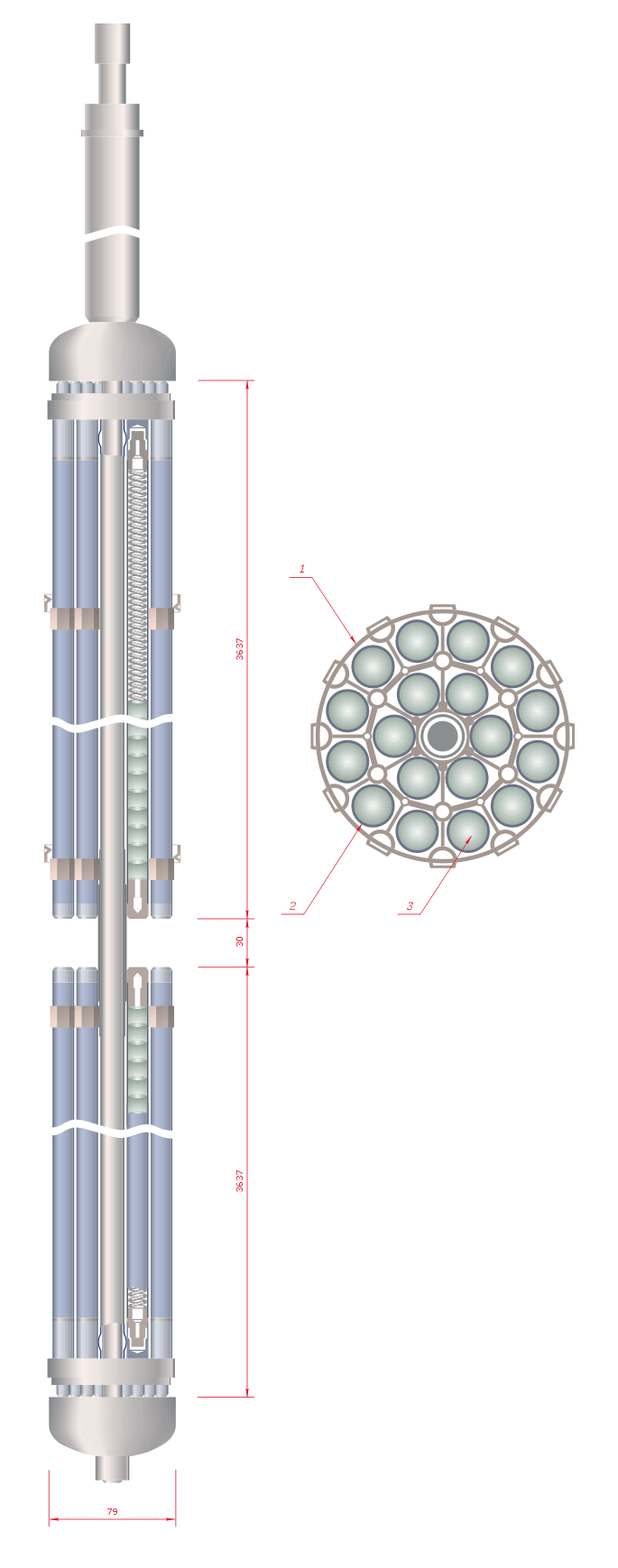
Brandstofcelhouder van een RBMK-reactor:
1 - tussenstuk
2 - brandstofhuls
3 - brandstoftabletten

- Door de lage dichtheid van de reactorkern is de reactor minder gevoelig voor stroomuitval.
- Een aantal brandstofstaven kunnen worden vervangen terwijl de reactor in werking is. Aan de ene kant is de exploitatie van de reactor hierdoor heel rendabel, aan de andere kant biedt het de mogelijkheid makkelijker aan het plutonium uit de brandstofstaven te komen om het voor militaire doeleinden dus kernwapens te gebruiken.

## Zwakke punten
- Er is geen betonnen omhulsel (containment), waarmee het ontsnappen van radioactiviteit bij een ongeval voorkomen kan worden. Bij de Tsjernobyl-ramp was het reactorgebouw niet tegen de kracht van de explosie bestand.
- Er zijn weinig ongevallenpreventiesystemen en de aanwezige systemen zijn bovendien niet erg effectief.
- Het grafietblok is licht ontvlambaar als het met lucht in aanraking komt.
- Bij een noodgeval kunnen de regelstaven niet snel genoeg in de reactorkern gestoken worden (20 seconden tegenover 1 seconde in westerse reactoren).
- Het reactorcontrolesysteem is zeer gevoelig voor storingen.
- Positieve dampbelcoëfficiënt – bij verlies van koelmiddel kan de kettingreactie uit de hand lopen.
- Onvoldoende brandbeveiliging.
- Beperkte mogelijkheden om vrijkomende damp in het grafietblok in te dammen.
- De veiligheidssystemen zijn niet gescheiden (als één systeem uitvalt, vallen er meteen meerdere uit); back-upsystemen zijn er nauwelijks.[8]

## Lijst van alle RBMK-reactoren
- Groene markering: de reactoren die in bedrijf zijn,
- Rode markering: de reactoren die gesloten zijn,
- Blauwe markering: de reactoren die nooit gewerkt hebben.

| Locatie      | Reactorsoort | Status                           | Netto capaciteit (MW) | Bruto capaciteit (MW) |
| ------------ | ------------ | -------------------------------- | --------------------- | --------------------- |
| Tsjernobyl-1 | RBMK-1000    | stilgelegd in 1996               | 740                   | 800                   |
| Tsjernobyl-2 | RBMK-1000    | stilgelegd (1991 na een ongeval) | 925                   | 1000                  |
| Tsjernobyl-3 | RBMK-1000    | stilgelegd in 2000               | 925                   | 1000                  |
| Tsjernobyl-4 | RBMK-1000    | verwoest in 1986                 | 925                   | 1000                  |
| Tsjernobyl-5 | RBMK-1000    | bouw stopgezet in 1988           | 950                   | 1000                  |
| Tsjernobyl-6 | RBMK-1000    | bouw stopgezet in 1988           | 950                   | 1000                  |
| Ignalina-1   | RBMK-1500    | stilgelegd in 2004               | 1185                  | 1300                  |
| Ignalina-2   | RBMK-1500    | stilgelegd in 2009               | 1185                  | 1300                  |
| Ignalina-3   | RBMK-1500    | bouw stopgezet in 1988           | 1380                  | 1500                  |
| Ignalina-4   | RBMK-1500    | plan stopgezet in 1988           | 1380                  | 1500                  |
| Kostroma-1   | RBMK-1500    | bouw stopgezet in de jaren 80    | 1380                  | 1500                  |
| Kostroma-2   | RBMK-1500    | bouw stopgezet in de jaren 80    | 1380                  | 1500                  |
| Koersk-1     | RBMK-1000    | stilgelegd in 2021               | 925                   | 1000                  |
| Koersk-2     | RBMK-1000    | operationeel                     | 925                   | 1000                  |
| Koersk-3     | RBMK-1000    | operationeel                     | 925                   | 1000                  |
| Koersk-4     | RBMK-1000    | operationeel                     | 925                   | 1000                  |
| Koersk-5     | RBMK-1000    | bouw stopgezet in 2012           | 925                   | 1000                  |
| Koersk-6     | RBMK-1000    | bouw stopgezet in 1993           | 925                   | 1000                  |
| Leningrad-1  | RBMK-1000    | stilgelegd in 2018               | 925                   | 1000                  |
| Leningrad-2  | RBMK-1000    | stilgelegd in 2020               | 925                   | 1000                  |
| Leningrad-3  | RBMK-1000    | stilgelegd in 2025               | 925                   | 1000                  |
| Leningrad-4  | RBMK-1000    | operationeel                     | 925                   | 1000                  |
| Obninsk      | Prototype    | stilgelegd 2002                  | 5                     | 6                     |
| Smolensk-1   | RBMK-1000    | operationeel                     | 925                   | 1000                  |
| Smolensk-2   | RBMK-1000    | operationeel                     | 925                   | 1000                  |
| Smolensk-3   | RBMK-1000    | operationeel                     | 925                   | 1000                  |
| Smolensk-4   | RBMK-1000    | bouw stopgezet in 1993           | 925                   | 1000                  |